# Sindicato Solidaridad
Sindicato Solidaridad (SPDSTE) abreujat com a Solidaridad, és un sindicat d'extrema dreta espanyol impulsat des del partit polític espanyol Vox. Fou anunciat per Santiago Abascal el juliol de 2020 en plena campanya de les eleccions gallegues i basques. La idea rebria el suport de l'eurodiputat Jorge Buxadé al qual li agradà la idea d'un sindicat antiglobalista i de "classe" contrari als "sindicats d'esquerres". El sindicat es declararia "patriota, proteccionista i anticomunista", amb una retòrica molt similar al falangisme i el feixisme del nacionalsindicalisme d'inicis del segle XX.
El sindicat Solidaridad es presentaria públicament el 14 d'agost de setembre de 2020 al polígon industrial de Coslada, en una nau tèxtil del municipi del Corredor de l'Henares de Madrid, en un acte patrocinat pel líder de Vox, Santiago Abascal. En aquell acte Vox insistí que Solidaridad no era el seu sindicat, però que li donava suport. També llavors es revelà el nom oficial del sindicat per part de l'eurodipitat i portaveu Jorge Buxadé.
Des de la seva fundació l'any 2020, el sindicat però no ha publicat mai els seus comptes, incomplint la Llei 19/2013, de 9 de desembre, de transparència, accés a la informació pública i bon govern. Aquesta llei espanyola aprovada el 2013 obliga les organitzacions sindicals a publicar a la seva pàgina web els pressupostos, comptes anuals, etcètera.
El nom de "Solidaridad" fou escollit com a referència al sindicat anticomunista polonès de l'època soviètica Solidarność que aconseguí ser clau en la victòria contra el règim comunista a Polònia els anys 1980. El fundador, però del sindicat polonès Lech Wałęsa ha sigut molt crític amb els partits ultranacionalistes com Vox o com el partit Llei i Justícia de Polònia el qual és una escissió de Solidarność. L'objectiu de Vox fou el de crear amb el sindicat una organització independent, però que difícilment es mantindria al marge del partit, ja que fins i tot sindicat i partit comparteixen la simbologia del color verd en diverses tonalitats i la bandera d'Espanya molt present en la iconografia de l'organització. L'any 2021 el sindicat anarquista Sindicato Único de Trabajadores Solidaridad Obrera (SUTSO) demandà el sindicat d'extremadreta Sindicato Para la Defensa de la Solidaridad con los Trabajadores de España (SPDSTE) per l'ús del terme "Solidaridad" en el seu nom oficial, ki el cas arribà a l'Audiència Nacional on els magistrats entengueren que ambdós sindicats podien coexistir amb aquest terme al nom ja que és un terme genèric que ningú es pot apropiar, a més de ser un terme que per si mateix pot expressar el que serien interessos comuns a defensar per part dels membres que actuen en un sindicat.

## Estructura territorial
Una de les principals promotores del sindicat fou Raquel Moreno Barba, regidora de Vox a Alcalà d'Henares. Però el líder i portaveu del sindicat seria Rodrigo Alonso, diputat i portaveu adjunt de Vox a l'Assemblea d'Andalusia, el qual també fou regidor del PP abans de les eleccions regionals del desembre de 2019 a les quals Vox entrà amb 12 diputats incloent el mateix Rodrigo Alonso. La resta de membres destacats del sindicat que es coneixen serien per exemple Gabriel Ariza, director d'Infovaticana i fill de Julio Ariza, persident del Grupo Intereconomía (que inclou El Toro TV i La Gaceta), creador del lloc web Rebelión en la Granja, i que també és exmembre del PP. L'agència de Gabriel Ariza, Tizona Comunicación, proporciona assessoria en matèria de comunicació al partit i la pàgina web mateixa de Solidaridad.
El sindicat Solidaridad, segons els seus estatuts està constituït com un "sindicat de caràcter general per la defensa dels treballadors en l'àmbit territorial d'Espanya". La seva seu està situada al Carrer Antonio Maura número 20 de Madrid, en ple barri de Salamanca, un dels barris amb les rendes més altes de l'Estat espanyol. L'estructura és molt jeràrquica, amb un secretari general amb enormes poders: quatre anys de mandat prorrogables sense límit, pot proposar tresorer, nomena els membres del comitè de garanties i aprova la creació de seccions sindicals, associacions provincials i sectorials, entre altres funcions.
El finançament del sindicat en teoria es basaria en diners d'associats, amb una quota de 5 euros mensuals pels treballadors que "estiguin en actiu i no estiguin afectats per l'atur o ERTO, o altres circumstàncies de precarietat laboral" i una quota mensual reduïda de 3 euros mensuals per a "aturats, treballadors ERTO, persones amb discapacitat reconeguda, estudiants, jubilats, treballadors amb família nombrosa i treballadors amb contractes precaris". Tot i aquesta intenció de finançar-se exclusivament amb quotes, els estatuts del sindicat, però diuen que es podrà rebre finançament també de "donacions, subvenciones i aportacions sense contrapartida, i que siguin oferides i acceptades pel secretari general o por l'Assemblea General d'afiliats", és a dir que el sindicat podria rebre subvencions públiques malgrat que expressi la voluntat d'eliminar aquestes mateixes subvencions.
L'abril de 2021 el sindicat afirmava estar present en unes 100 entitats, que incloïen grans empreses com Inditex, CEPSA, Ford, Samur, Iberia, Banco Santander, Mercadona, Caixabank, Trablisa, Fomento de Construcciones y Contratas, i alguna administració pública, a més de la majoria d'empreses de Seguretat, com Eulen i Prosegur. També que ja tenia uns 11.000 afiliats entre agricultors, directors financers, transportistes i autònoms, estudiants, advocats, mestresses de casa, mecànics i fins i tot jubilats, tot i que algunes informacions afirmarien que els afiliats rondaria els 13.000. Malgrat això, però diverses empreses desmentiren aquestes afirmacions i tant Mercadona, com Iberia i Ford negaren que Solidaridad tingués representació en els seus comitès d'empresa.
El sindicat, però ha tingut dificultats en la seva implantació sobretot per la poca participació que han rebut les seves convocatòries, amb casos com el Dia dels Treballadors en el que l'any 2021 no aconseguiren destacar en assistents a Càceres, Badajoz, o en una nul·la assistència de militants a Mèrida. En el cas de Madrid, l'1 de maig de 2021 tan sols aconseguí congregar un centenar de persones a la convocatòria.
A Catalunya l'any 2021 el sindicat no assolí una organització estable a causa d'un cisma en els seus inicis després del desembarcament de dirigents procedents de Plataforma per Catalunya (PxC), formació xenòfoba extingida dos anys abans, i de la qual el llavors eurodiputat Jordi Buxadé inicià un procés d'integració de membres en el sindicat. Aquesta delegació del sindicat a Catalunya començaria però a operar a inicis del 2021 amb una junta directiva provisional de sis persones, presidida per Alfonso Paniagua. En els temes d'assistència laboral a treballadors, la tasca seria per l'advocat Jesús Rodríguez Pachón, però fou defenestrat al cap de poc per disputes amb la defensa de sectors crítics dins del partit, fet que provocà la dimissió dels sis membres de la junta provisional de Solidaridad a Catalunya, en mostra de suport a l'advocat i excoordinador a Terrassa, deixant el sindicat com a pràcticament dissolt a Catalunya i totalment desestructurat.
El març del 2025 es va anunciar que Jordi de la Fuente seria designat secretari general de Solidaritat, després d'obtenir l'aval de l'aparell del partit. De la Fuente, que es va afiliar a VOX el 2019, havia estat anteriorment dirigent del partit neonazi Movimiento Social Republicano i exsecretari d'organització de la formació xenòfoba Plataforma per Catalunya.

## Ideari
L'organització sindical presenta 12 mesures principals que es poden emmarcar en termes com sindicalisme, drets dels treballadors, immigració, proteccionisme econòmic i ideologia d'extrema dreta. A més, demanar acabar amb la "immigració il·legal", prioritzant els treballadors que considera espanyols sobre els estrangers i repatriant els migrants que no troben feina. També demana el retorn dels treballadors migrants espanyols. En tema de drets laborals el sindicat demana l'augment del Salari mínim interprofessional (SMI), una reforma de la Llei reguladora del dret de vaga (que de facto el limitaria moltíssim) i l'eliminació dels requisits lingüístics per als treballadors espanyols. Quant a proteccionisme econòmic, a més de buscar la reindustrialització del país, demana l'eliminació dels tractats internacionals amb països que no respecten els drets dels treballadors, i obligar les multinacionals a pagar impostos a Espanya. A més, reclamen beneficis per les famílies amb fills (en línia amb la seva ideologia més catòlica) o reclamar "l'abolició de les imposicions ideològiques que afecten l'ocupació", fent referència a determinades lleis d'equitat, ecològica i de gènere.
El sindicat Solidaridad també s'ha mostrat contrari a l'Agenda 2030, la qual considera una causa ideològica contrària als interessos de la classe mitjana i dels treballadors, ja que inclou objectius feministes i ecologistes. Alhora que ha rebutjat parlar de classes socials.
El 15 de març de 2022, diversos membres del Sindicato Solidaridad assistiren a la Diada Nacional d'Hongria, en una manifestació de suport al llavors primer ministre Viktor Orbán. Al llarg d'aquesta manifestació se sentiren aquests membres del sindicat cantant l'himne de la Falange i fent crides franquistes i a favor del líder de Vox, Santiago Abascal. Entre els presents a la manifestació es trobava Rodrigo Alonso com a portaveu del sindicat i diputat per Vox al Parlament andalús.